# Lynne Olson
Lynne Olson (née le 19 août 1949) est une journaliste et historienne américaine, spécialiste notamment de la Seconde Guerre mondiale.

## Biographie
Elle est diplômée de l'université d'Arizona en 1969. Avant d'écrire des livres, elle travaille pour Associated Press puis pour The Baltimore Sun. Elle est correspondante à la Maison-Blanche pour ce dernier.
Elle est mariée à Stanley Cloud, avec lequel elle a co-écrit plusieurs ouvrages.

## Ouvrages
- The Murrow Boys: Pioneers on the Front Lines of Broadcast Journalism (1996, avec Stanley Cloud).
- Freedom's Daughters: The Unsung Heroines of the Civil Rights Movement from 1830 to 1970 (2002).
- A Question of Honor: The Kosciuszko Squadron: Forgotten Heroes of World War II (2003, avec Stanley Cloud).
- Troublesome Young Men: The Rebels Who Brought Churchill to Power and Helped Save England (2007).
- Citizens of London: The Americans Who Stood with Britain in Its Darkest, Finest Hour (2010).
- Those Angry Days: Roosevelt, Lindbergh, and America's Fight Over World War II, 1939-1941 (2013).
- Last Hope Island: Britain, Occupied Europe, and the Brotherhood That Helped Turn the Tide of War (2017).
- Madame Fourcade's Secret War: The Daring Young Woman Who Led France's Largest Spy Network Against Hitler (2019).

## Analyses et critiques

### Troublesome Young Men(2007)
Olson présente une chronique des jeunes conservateurs britanniques du parti Tory, qui ont aidé à placer Winston Churchill à la tête du pays au début de la Seconde Guerre mondiale.

### Citizens of London(2010)
L'ouvrage, qui présente la vie des Américains vivant à Londres dans les premiers moments de la guerre, devient un best-seller.

### Those Angry Days(2013)
Sa description des personnages clés du débat entre l'administration Roosevelt et le mouvement isolationniste est jugée fascinante par Jacob Heilbrunn du New York Times. Elle met en lumière les choix de Roosevelt et l'opposition à celui-ci au sein même de l'armée. Danny Heitman, du Christian Science Monitor juge l'ouvrage excellent et passionnant ; il voit dans l'entrecroisement de la guerre et de la politique l'une des préoccupations permanentes des livres d'Olson. D'après Heitman, Olson pointe l'inexpérience de Roosevelt en matière de politique étrangère, une inexpérience qui réapparait à plusieurs reprises au cours de la guerre.

### Last Hope Island(2017)
Olson présente le rôle du Royaume-Uni au début de la Seconde Guerre mondiale, comme refuge pour les leaders des pays occupés par l'Allemagne nazie (Haakon VII de Norvège, Wilhelmine des Pays-Bas, Charles de Gaulle), mais montre également le dédain du pays pour le continent européen (comme l'obstination de Montgomery lors de l'opération Market Garden, sourd aux avertissements des agents de renseignements néerlandais). Elle critique notamment le SOE, coupable selon elle d'incompétence et de négligence envers la formation des agents (notamment des femmes), qu'il envoyait en France. Elle rappelle également le rôles majeur de réfugiés comme Marian Rejewski, dont les travaux permettent de décoder Enigma, auprès des forces britanniques.

### Madame Fourcade's Secret War(2019)
Le livre a pour sujet la résistante française Marie-Madeleine Fourcade, qui dirige durant la Seconde Guerre mondiale le réseau de renseignement Alliance. Olson, qui a découvert son existence lors de la rédaction de son précédent ouvrage, Last Hope Island, pointe notamment le relatif anonymat de cette personnalité, « à la tête du réseau d’espionnage le plus important des Alliés et le plus influent de la France occupée », et qui « n’a jamais reçu l’attention qu’elle méritait », ce que les critiques relèvent également.

## Distinctions
En 2002, elle emporte le Christopher Award (en), dans la catégorie Livres pour adultes, pour Freedom's Daughters.